# Takashi Sawada
Takashi Sawada (født 26. maj 1991) er en japansk fodboldspiller, som spiller for den japanske fodboldklub V-Varen Nagasaki.